# Sarria (kommun)
Sarria är en kommun i Spanien. Den ligger i provinsen Lugo i den autonoma regionen Galicien i den nordvästra delen av landet, 400 km nordväst om huvudstaden Madrid. Antalet invånare är 13 459 (2024). Arean är 184,62 kvadratkilometer. Sarria gränsar till O Páramo, Láncara, Samos, O Incio och Paradela. 